# Jaume Roig
Jaume Roig (Valencia, 1401 – Benimámet, 5 aprile 1478) è stato uno scrittore spagnolo in lingua catalana.

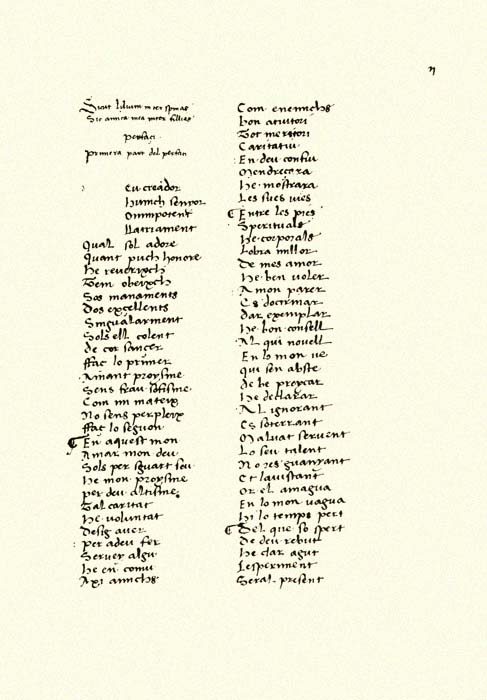
Manoscritto di Espill, di Jaume Roig

I suoi scritti sono tutti contraddistinti da uno spiccato realismo ed una vena particolarmente ironica. Il suo poemetto più noto Il libro delle donne e dei consigli (Lo libre de les dones e consells) del 1460 ca., detto anche Espill (Specchio), è il racconto, ispirato e caustica misoginia e condotto con gustoso realismo, di illusorie disavventure coniugali.